# Rhizolamiella
Rhizolamiella Shevejko, 1982  é o nome botânico  de um gênero de algas vermelhas pluricelulares da família Corallinaceae, subfamília Corallinoideae.
- Algas marinhas encontradas na Austrália ocidental.

## Espécies
Apresenta 1 espécie taxonomicamente válida:
- Rhizolamiella collum Shevejko, 1982